# Emil Uellenberg
Emil Uellenberg (* 28. März 1874 in Elberfeld (heute Stadtteil von Wuppertal); † 1944 in Wuppertal) war ein deutscher Apotheker und Schriftsteller.

## Leben
Emil Uellenberg wuchs ab 1879 in Vohwinkel auf. Er studierte Pharmazie und promovierte 1900 an der Universität Basel. Anschließend unternahm er ausgedehnte Reisen. Von 1902 bis 1905 lebte er in Köln, danach führte er eine Apotheke in Vohwinkel. 1914 verkaufte er sein Geschäft und lebte als freier Schriftsteller an diversen Orten. 1920 ließ er sich endgültig in Vohwinkel nieder.
Emil Uellenberg war Verfasser von Romanen, Erzählungen und Gedichten. Während seine erzählenden Werke häufig Themen aus der Frühgeschichte des Protestantismus behandeln, sind Uellenbergs Gedichte der Heimatlyrik zuzurechnen. Zu Beginn der NS-Herrschaft veröffentlichte Uellenberg mehrere Bücher über historische Leitfiguren des neuen Regimes wie Theodor Körner und Ernst Moritz Arndt, aber auch über die nationalsozialistischen „Märtyrer“ Leo Schlageter und Horst Wessel. Zum 1. April 1933 trat er der NSDAP bei.

## Werke
- Dornen und Rosen, Dresden [u. a.] 1896
- Mitten im Leben, Leipzig 1897
- Beitrag zur Chemie des Kobalts und Nickels. Über 1-Phenyl-4-Methyl-5-Pyrazolon, Basel 1900
- Vermischte Gedichte, Naumburg a.S. 1900
- Zum Strande der Seligen, Dresden [u. a.] 1901
- Taschenbuch und Repetitorium der allgemeinen Botanik, Leipzig [u. a.] 1904
- Akkorde und Dissonanzen, Leipzig 1909
- Drei Ringe, Weinheim [u. a.] 1912
- Das Kreuz auf Dornawyl, Leipzig 1913
- Adolf Klarenbach, Leipzig 1917
- Die Stimme in der Wüste, Leipzig 1919
- Das Licht im Moor, Leipzig 1922
- Wie Luther nach Worms zum Reichstag fuhr, Leipzig 1922
- Die sterbende Insel, Leipzig 1924
- Das Gespenst der Grafen von Berg, Elberfeld 1925
- Ich hab's gewagt!, Gotha 1930
- Ernst Moritz Arndt, der Freiheitssänger, Berlin 1933
- Theodor Körner, der Freiheitsheld, Berlin 1933
- Die vier Särge des Matthias Bahil, Gütersloh 1933
- Und setzet ihr nicht das Leben ein. Velhagen & Klasing, Bielefeld [u. a.] 1934. Wurde nach Ende des Zweiten Weltkrieges in der Sowjetischen Besatzungszone auf die Liste der auszusondernden Literatur gesetzt.[1]
- Zwingli, der Held von Kappel, Gotha 1936

## Herausgeberschaft
- Festschrift zur Tausendjahrfeier des Bergischen Landes in Elberfeld vom 20. – 25. Mai 1925, Elberfeld 1925